# Министерство сельского и лесного хозяйства Турции
Министерство сельского и лесного хозяйства (Турция) — министерство Турецкой Республики, ответственное за сельское и лесное хозяйство Турции.

## История
В Османской империи служба, занимающаяся вопросами сельского хозяйства, была создана в 1839 году при Министерства финансов. В 1844 году было создано Министерство торговли и сельского хозяйства. В 1894 году организовано Министерство лесного хозяйства, горнодобывающей промышленности и сельского хозяйства. В 1911 году был создан Департамент торговли и сельского хозяйства.
После провозглашения Турецкой республики, 6 марта 1924 года было создано Министерство сельского хозяйства. Первым министром был назначен Зекай Бей. В 1969 году было учреждено Министерство лесного хозяйства, а в 1981 году два министерства были объединены в министерство сельского и лесного хозяйства.

## Министры
- Бекир Пакдемирли (10 июля 2018 — 4 марта 2022)[4]
- Вахит Киришчи (4 марта 2022 — 3 июня 2023)[5]
- Ибрагим Юмаклы (с 3 июня 2023)[6]